# روبن چکو
روبن چکو (انگلیسی: Rubén Cecco؛ زادهٔ ۱۰ ژانویهٔ ۱۹۸۳) بازیکن فوتبال اهل آرژانتین است.
از باشگاه‌هایی که در آن بازی کرده‌است می‌توان به باشگاه فوتبال پرسیجا جاکارتا، باشگاه فوتبال دینامو تیرانا، باشگاه فوتبال بوکا جونیورز، باشگاه فوتبال تئوتا، و باشگاه فوتبال الاتحاد (سوریه) اشاره کرد.